# Don Centile
Don Gentile (1920-1951) was een Amerikaanse gevechtspiloot uit de Tweede Wereldoorlog. Hij schoot 21 Duitse vliegtuigen neer en werd vanwege zijn bijzondere persoonlijkheid gezien als een van de kleurrijkste gevechtspiloten uit de oorlog.

## Biografie
Don Centile werd in 1920 in New York geboren als zoon van Italiaanse immigranten.
Al op 18-jarige leeftijd kwam hij bij de luchtmacht. Centile haalde hier zijn vliegbrevet maar al snel begon Centile zich te vervelen: Amerika was niet in oorlog en de eindeloze trainingsvluchten boven de basis gingen vervelen. Centile wilde echter zo graag vechten dat hij in 1940 ontslag nam bij de United States Army Air Forces en zich als vrijwilliger meldde bij de Royal Air Force.
Centile werd piloot van een Spitfire-jachtvliegtuig en vocht mee in de Battle of Britain. Centile stond bekend als een unieke persoon: hij had een leeuw als huisdier, hij hield van wilde grappen en hij was een fanatieke vrouwenversierder. Centile was ook erg roekeloos: hij hield van stunten met zijn Spitfire, nam veel risico's en scheerde vaak rakelings langs de verkeerstoren.
Hoewel Centile bekendstond om zijn wilde luchtacrobatiek waren zijn vliegprestaties niet optimaal: in een periode van twee jaar schoot hij slechts twee vliegtuigen neer: een Junkers Ju 88 en Focke-Wulf Fw 190. Wel had Centile een beruchte reputatie met het claimen van overwinningen die hij niet behaald had: Centile zelf bleef volhouden dat hij in deze periode nog vijf andere toestellen had vernietigd.
Toen Amerika zich in februari 1942 met de oorlog ging bemoeien, keerde Centile terug bij de USAAF. Centile vloog eerst met een Republic P-47 Thunderbolt-jachtvliegtuig, waarmee hij een overwinning behaalde. In september 1942 stapte hij over op een ander vliegtuig: de P-51 Mustang. Centile vloog met een bruin/rood geschilderde Mustang met daarop de tekening van een papegaai met bokshandschoenen. het vliegtuig noemde hij Shangri-La. Met dit toestel schoot Centile tussen september 1942 en augustus 1943 ruim achttien Duitse vliegtuigen neer, hetgeen van hem een van de succesvolste Amerikaanse piloten boven het Europees front maakte.
In augustus 1943 maakte hij echter een van de grootste blunders uit de Amerikaanse luchtvaart geschiedenis: Centile was op een feestje en was dronken. Na afloop ging hij, al dronken, met z'n Mustang vliegen. Centile maakte een looping boven het vliegveld maar verloor de macht over het stuur. De Mustang raakte met z'n staart de grond en brak in tweeën. Wonder boven wonder, overleefde Centile het ongeluk. Centile werd echter vanwege onfatsoenlijk gedrag ontslagen waarna hij niet meer aan de oorlog heeft deelgenomen.
Pas in 1947 kon Don Centile weer lid worden van de USAAF. Hij werd piloot van een Lockheed T-33 Shooting Star. Met dit toestel kwam hij om het leven toen hij tijdens een testvlucht te Forestville (Maryland) neerstortte.

## Decoraties
- Distinguished Service Cross[2]
- Silver Star[2]
- Distinguished Flying Cross (United States) met 7 Oak Leaf Clusters[2]
- Air Medal met 3 Oak Leaf Clusters[2]
- Presidentiële Eenheids Onderscheiding[2]
- Amerikaanse Campagne Medaille[2]
- Europa-Afrika-Midden Oosten Campagne Medaille met 1 zilveren en 1 bronzen Service Ster[2]
- World War II Victory Medal[2]
- Distinguished Flying Cross (Verenigd Koninkrijk)[2]
- Croce Al Merito Di Guerra[2]
- Gouden medaille voor Dapperheid (Italië)[2]
- Oorlogskuis met Palm (België)[2]
- Britse Oorlogsmedaille (Verenigd Koninkrijk)[2]
- 1939-1945 Ster (Verenigd Koninkrijk)[2]
- Nestel[2]
- British Army Air Corps pilot brevet[2]

## Vliegtuigen
- Spitfire Mk VB BL255 MD-T 'Buckeye Don'[2]
- P-47D-1-RE 42-7884 VF-T 'Donnie Boy'[2]
- P-47D-5-RE 42-8659 VF-T 'Donnie Boy'[2]
- P-51B-7-NA 43-6913 VF-T 'Shangri La'[2]